# Eirik Salsten
Eirik Østrem Salsten (* 17. Juni 1994 in Oslo) ist ein norwegischer Eishockeyspieler, der seit Juli 2025 bei den Iserlohn Roosters aus der Deutschen Eishockey Liga (DEL) unter Vertrag steht. Zuvor verbrachte er den Großteil seiner Karriere in der EliteHockey Ligaen, der höchsten norwegischen Spielklasse. Mit den Stavanger Oilers und Storhamar wurde er jeweils einmal Norwegischer Meister.

## Karriere
Eirik Salsten begann mit dem Eishockeyspielen bei Storhamar. Im Alter von 16 Jahren wurde er in der Saison 2010/11 erstmals in das Profiteam berufen und kam so zu seinen ersten Einsätzen in der GET-ligaen. In den folgenden Jahren entwickelte er sich zum Stammspieler, entschied sich im Sommer 2013 jedoch, kürzer zu treten und sich auf eine Ausbildung zu konzentrieren. In der Saison 2013/14 lief er daher nur für die U20-Mannschaft auf, mit der er die norwegische Meisterschaft gewann. Nach dem Erfolg setzte er seine Profikarriere doch fort und wechselte zur Spielzeit 2014/15 zum Osloer Stadtrivalen Vålerenga. Nach 22 Spielen ohne Tor wurde er im Dezember 2014 zum Ligakonkurrenten Manglerud Star ausgeliehen, bei dem sich seine Leistungen stabilisierten. So erhielt er nach dem gelungenen Klassenerhalt einen Vertrag für die folgende Saison.
Im Sommer 2016 unterzeichnete Salsten einen Zweijahresvertrag bei den Stavanger Oilers. Mit dem Team wurde er in der Saison 2016/17 erstmals Norwegischer Meister. Im Jahr 2018 kehrte der Mittelstürmer zu Storhamar zurück. Nach drei Vizemeisterschaften feierte er dort in der Spielzeit 2023/24 seine zweite Meisterschaft. Im fünften Finalspiel erzielte er in der Verlängerung das entscheidende Tor zum Titel und wurde nicht nur zum Spieler des Jahres, sondern auch zum Most Valuable Player der Playoffs gewählt.
Seine nächste Station wurde in der Spielzeit 2024/25 der HC Energie Karlovy Vary in Tschechien. Salsten hatte Schwierigkeiten, sich in der für ihn neuen Liga einzugewöhnen, sodass er seine Leistungen aus dem Vorjahr nicht bestätigen konnte. Einen neuen Anlauf im Ausland unternimmt er in der Saison 2025/26 bei den Iserlohn Roosters aus der Deutschen Eishockey Liga (DEL), die im Mai 2025 die Verpflichtung des Linksschützen bekannt gaben.

### International
Nach Turnierteilnahmen mit der U18- und U20-Nationalmannschaft debütierte Eirik Salsten in der Saison 2015/16 im Herren-Nationalteam. Im Sommer 2016 gelang ihm mit der norwegischen Auswahl die Olympia-Qualifikation. Bei den Winterspielen 2018 kam er in drei Spielen zum Einsatz, ehe Norwegen im Viertelfinale ausschied. Auch zu den Qualifikationsturnieren für die Winterspiele 2022 und 2026 wurde der Stürmer berufen. Das Team belegte jeweils den zweiten Platz und verpasste damit die Olympia-Teilnahme.
Im Jahr 2018 gehörte Salsten auch erstmals zum norwegischen Kader bei einer Weltmeisterschaft, nachdem er das Turnier im Vorjahr noch wegen eines gebrochenen Daumens verpasst hatte. Seit 2021 nahm er an allen Weltmeisterschaften teil. Im Vorfeld der WM 2025 absolvierte er sein insgesamt 150. Länderspiel.

## Erfolge und Auszeichnungen
| - 2014 Norwegischer U20-Meister mit Storhamar - 2017 Norwegischer Meister mit den Stavanger Oilers - 2024 Norwegischer Meister mit Storhamar | - 2024 Norwegens Spieler des Jahres - 2024 Most Valuable Player der Playoffs in der Elitehockeyligaen |

### International
- 2013 Aufstieg in die Top-Division bei der U20-Junioren-Weltmeisterschaft der Division I

## Karrierestatistik
Stand: Ende der Saison 2024/25

### International
Vertrat Norwegen bei:
| - U18-Junioren-Weltmeisterschaft 2011 - U18-Junioren-Weltmeisterschaft der Division I 2012 - U20-Junioren-Weltmeisterschaft der Division I 2013 - Qualifikationsturnier für die Olympischen Winterspiele 2018 - Olympische Winterspiele 2018 - Weltmeisterschaft 2018 - Weltmeisterschaft 2021 | - Qualifikationsturnier für die Olympischen Winterspiele 2022 - Weltmeisterschaft 2022 - Weltmeisterschaft 2023 - Weltmeisterschaft 2024 - Qualifikationsturnier für die Olympischen Winterspiele 2026 - Weltmeisterschaft 2025 |

(Legende zur Spielerstatistik: Sp oder GP = absolvierte Spiele; T oder G = erzielte Tore; V oder A = erzielte Assists; Pkt oder Pts = erzielte Scorerpunkte; SM oder PIM = erhaltene Strafminuten; +/− = Plus/Minus-Bilanz; PP = erzielte Überzahltore; SH = erzielte Unterzahltore; GW = erzielte Siegtore; 1 Play-downs/Relegation; Kursiv: Statistik nicht vollständig)

## Familie
Eirik Salsten ist der Sohn von Petter Salsten und der Neffe von Jørgen Salsten, die beide ebenfalls Eishockeyspieler waren und für Norwegen unter anderem an Olympischen Spielen teilnahmen. Auch Eirik Salstens jüngere Brüder, die Zwillinge Håvard Salsten und Vetle Salsten, haben Karrieren als Eishockeyprofi eingeschlagen.